# 呂西安·小布列塔尼
呂西安·小布列塔尼（法語：Lucien Petit-Breton，發音：[ly.sjɛ̃ pə.ti.bʁə.tɔ̃]，1882年10月18日—1917年12月20日），本名呂西安·喬治·馬贊（Lucien Georges Mazan），法國裔公路單車運動員，是首位兩度於環法自行車賽奪冠的人物。
小布列塔尼生於法國普莱塞，6歲時與父母一同移居到布宜諾斯艾利斯，並且入藉阿根廷。他的單車生涯源自於16歲時於抽獎中贏得一部單車。由於他的父親想他找份真正的工作，為了隱瞞父親，只好使用假名呂西安·布列塔尼出賽。及後，由於當地已經有一位名為呂西安·布列塔尼的車手，他便在名字裡加了一個小（Petit）字。